# Калинин, Владислав Геннадьевич
Владислав Геннадьевич Калинин (бел. Уладзіслаў Генадзевіч Калінін; род. 14 января 2002, Новолукомль, Витебская область) — белорусский футболист, защитник минского «Динамо».

## Карьера

### «Динамо» Минск

#### Начало карьеры
Начинал заниматься футболом футболист в ДЮСШ города Чашники. В возрасте 13 лет футболист перебрался в академию минского «Динамо», где прошел через все полагающиеся команды. В 2019 году футболист стал выступать за дублирующий состав минского клуба. В 2021 году футболист стал подтягиваться к матчам с основной командой клуба. Дебютировал за клуб футболист 23 июня 2021 года в матче Кубка Беларуси против «Лиды», выйдя на поле в стартовом составе. Свой дебютный матч в чемпионате футболист сыграл 4 июля 2021 года против мозырской «Славии», выйдя на замену на 89 минуте. Однако затем остаток сезона футболист провёл за дублирующий состав. По итогу своего дебютного сезона футболист вместе с клубом стал бронзовым призёром чемпионата.

#### Сезон 2022
В начале 2022 года футболист стал готовиться к новому сезону в составе основной команды минского клуба. Новый сезон футболист начал с четвертьфинального матча Кубка Беларуси против «Гомеля», выйдя на замену на 82 минуте. В ответном четвертьфинальном матче 12 марта 2022 года «Гомель» оказался сильнее и прошёл в следующий раунд. Затем на протяжении первой половины сезона футболист оставался на скамейке запасных. В июле 2022 года футболист вместе с клубом отправился на квалификационные матчи Лиги конференций УЕФА, где минский клуб сыграл против черногорского «Дечича» и израильского «Хапоэля» Беэр-Шева, однако сам футболист оставался на скамейке запасных. Первый матч в чемпионате футболист сыграл 7 августа 2022 года против столичного «Минска», выйдя на замену на 90 минуте. Затем футболист смог закрепиться в стартовом составе клуба. По итогу ноября 2022 года футболист был признан лучшим игроком минского «Динамо». По итогу сезона футболист вместе с клубом завершил чемпионат на итоговом четвёртом месте.

#### Сезон 2023
В январе 2023 года футболист вместе с основной командой клуба приступил к подготовке к сезону. Первый матч в новом сезоне футболист сыграл 18 марта 2023 года против «Ислочи», выйдя на поле в стартовом составе. В матче 13 мая 2023 года против «Гомеля» футболист получил травму коленного сустава, а именно частичный разрыв мениска, из-за чего выбыл из распоряжения клуба на длительный срок. Вернулся футболист в распоряжения клуба лишь в начале октября 2023 года. В ноябре 2023 года футболист продлил контракт с клубом ещё на сезон. По итогу сезона футболист вместе с клубом стал победителем чемпионата. На протяжении сезона футболист выступал за клуб в роли одного из основных игроков, однако результативными действиями не отличился.

#### Сезон 2024
Новый сезон футболист начал 13 апреля 2024 года с матча против «Гомеля», выйдя на замену на 85 минуте. В полуфинальных матчах Кубка Беларуси футболист вместе с клубом уступили гродненскому «Неману» и выбыли из розыгрыша турнира. В июле 2024 года футболист вместе с основной командой отправился на квалификационные матчи Лиги чемпионов УЕФА. Дебютный матч на еврокубковом турнире футболист сыграл 31 июля 2024 года в рамках ответного матча второго квалификационного раунда против болгарского «Лудогорца». Затем футболист вместе с клубом отправились в квалификации Лиги Европы УЕФА, откуда квалифицировались в общий этап Лиги конференций УЕФА. Первый матч в рамках еврокубкового турнира на общем этапе футболист сыграл  3 октября 2024 года против шотландского клуба «Харт оф Мидлотиан», выйдя на поле в стартовом составе. Вместе с клубом футболист досрочно стал победителем чемпионата. В рамках общего этапа Лиги конференций УЕФА минский клуб не смог выйти в раунд плей-офф. На протяжении сезона футболист выступал за клуб в роли ключевого игрока, однако результативными действиями не отличился.

#### Сезон 2025
В январе 2025 года футболист продлил контракт с клубом ещё на сезон. В начале сезона минское «Динамо» стало обладателем Суперкубка Беларуси, где в финале 22 февраля 2025 года победило гродненский «Неман», однако сам футболист не был заявлен на матч. Первый матч в сезоне футболист сыграл 30 марта 2025 года против жодинского «Торпедо-БелАЗ», выйдя на поле в стартовом составе.

## Международная карьера
В 2018 году был вызван в юношескую сборную Беларуси до 17 лет. В марте 2021 года вызывался в молодёжную сборную Беларуси, однако за неё так и не дебютировал. В сентябре 2022 года снова был вызван в молодёжную сборную Беларуси. Дебютировал за сборную 27 сентября 2022 года в товарищеском матче против Казахстана. 
В мае 2023 года футболист попал в расширенный состав национальной сборной Беларуси.

## Достижения
«Динамо» Минск
- Чемпион Беларуси (2): 2023, 2024
- Обладатель Суперкубка Беларуси: 2025